# Vijay Antony
Vijay Antony (24 de julio de 1975 en Nagercoil, Tamil Nadu) es un actor, cantante de playback y compositor indio.

## Carrera
El interés de Vijay Antony en composición musical y escritura lírica, floreció cuando tenía unos 21 años de edad. Obtuvo un título de la Trinity College London y montó su propio estudio de grabación en su casa, en Chennai. 
Su debut como director de música en la industria del cine, llegó tras participar en una película titulada «Dishyum» y que fue seguido por otra película titulada «Sukran».
Estos éxitos lo llevaron a seguir trabajando como director musical. Fue uno de los primeros artistas de la India, en ganar en 2009 el Premio «Cannes Golden Lion», para un comercial llamado «Nakka Mukka» (por The Times of India) en la mejor de la categoría musical. Nakka Mukka, lo elevó a su fama y esa canción formó parte de la banda sonora de la Copa Mundial de Cricket 2011. 
Su debut como actor fue en la película Tamil titulada «Naan». Además fue el primer director musical en aventurarse como actor. 

## Vida personal
Vijay Antony nació el 24 de julio de 1975 en Nagercoil, Tamil Nadu, India, tiene una hija. Como actor debutó en una película titulada «Salim», que fue producido en tres idiomas (Tamil, Telugu e Hindi).

## Filmografía

### Como director musical
| Año  | Título                              | Otros idiomas          | Notas |
| ---- | ----------------------------------- | ---------------------- | --- |
| 2005 | Sukran                              |                        | |
| 2006 | Iruvar Mattum                       |                        | |
| 2006 | Dishyum                             | Dishum Dishum (Télugu) | |
| 2007 | Ninaithale                          |                        | |
| 2007 | Naan Avanillai                      |                        | Solo canciones Nominados, Filmfare Best Music Director Award (Tamil) Partitura de fondo de D. Imman                                         |
| 2008 | Pandhayam                           |                        | |
| 2008 | Kadhalil Vizhunthen                 |                        | Nominado, Filmfare Best Music Director Award (Tamil)                                                                                        |
| 2008 |                                     | Budhivanta (Kannada)   | Remake of Naan Avanillai |
| 2008 | Pasumpon Thevar Varalaru            |                        | Documental |
| 2009 | A Aa E Ee                           |                        | |
| 2009 | TN 07 AL 4777                       |                        | Aparición especial "Aathi Sudi" |
| 2009 | Mariyadhai                          |                        | |
| 2009 | Ninaithale Inikkum                  |                        | Nominated, Filmfare Best Music Director Award (Tamil)                                                                                       |
| 2009 | Puthiya Thalapathi                  | Mahatma (Télugu)       | |
| 2009 | Vettaikkaaran                       | Puliveta (Télugu)      | Winner, Vijay Award for Favourite Song - Chinna Thamarai Nominated, Vijay Award for Best Music Director                                     |
| 2010 | Rasikkum Seemane                    |                        | |
| 2010 | Kanagavel Kaaka                     |                        | |
| 2010 | Angadi Theru                        | Shopping Mall (Telugu) | |
| 2010 | Aval Peyar Thamizharasi             |                        | |
| 2010 | Uthama Puthiran                     |                        | |
| 2011 | Sattapadi Kutram                    |                        | |
| 2011 | Yuvan Yuvathi                       | Dear (Telugu)          | |
| 2011 | Velayudham                          |                        | |
| 2011 | Vedi                                |                        | |
| 2012 | Naan                                | Nakili (Telugu)        | Nominated—SIIMA Award for Best Music Director Nominated—SIIMA Award for Best Debutant Producer Nominated—SIIMA Award for Best Male Debutant |
| 2012 | Bullet Raja                         | Daruvu (Telugu)        | |
| 2012 | Sattam Oru Iruttarai                |                        | |
| 2012 | Haridas                             |                        | |
| 2013 | Madha Gaja Raja                     |                        | |
| 2013 | Iruvar Ullam                        |                        | |
| 2014 | Kathai Thiraikathai Vasanam Iyakkam |                        | 1 canción ("A for Azhagirukku") |
| 2014 | Salim                               |                        | |
| 2015 | Aavi Kumar                          |                        | |
| 2016 | Pichaikkaran                        |                        | |
| 2016 | Nambiyaar                           |                        | |
| 2016 | Saithan                             |                        | |
| 2017 | Yaman                               |                        | |
| 2017 | Annadurai                           |                        | |
| 2018 | Kaali                               |                        | |
| 2018 | Thimiru Pudichavan                  |                        | |
| 2021 | Iruvar Ullam                        |                        | |

#### Proyectos
| Año  | Título     | Otros idiomas | Notss   |
| ---- | ---------- | ------------- | ------- |
| 2013 | Aavi Kumar |               | Filming |
| 2013 | Salim      |               | Filming |
| 2013 | Nambiar    |               | Filming |
| 2013 | Thirudan   |               | Filming |

### Actor
| Año  | Película                  | Rol(es)                                                                     | Notas                                             |
| ---- | ------------------------- | --------------------------------------------------------------------------- | ------------------------------------------------- |
| 2006 | Kizhakku Kadalkarai Salai | Conferenciante                                                              | Cameo                                             |
| 2009 | TN 07 AL 4777             | Él mismo                                                                    | Aparición especial en la canción "Aathichudi"     |
| 2012 | Naan                      | Karthik / Mohammed Salim                                                    |                                                   |
| 2014 | Salim                     | Dr. Mohammed Salim                                                          |                                                   |
| 2015 | India Pakistan            | Adv. Karthik                                                                |                                                   |
| 2016 | Pichaikkaran              | Arul Selva Kumar                                                            |                                                   |
| 2016 | Nambiar                   | Él mismo                                                                    | Aparición especial en la canción "Aara Amara"     |
| 2016 | Saithan                   | Dinesh y Sharma                                                             | Doble función                                     |
| 2017 | Yaman                     | Thamizharasan (Yaman) y Arivudainambi                                       | Doble función                                     |
| 2017 | Mupparimanam              | Él mismo                                                                    | Aparición especial en la canción "Let's Go Party" |
| 2017 | Annadurai                 | Annadurai y Thambidurai                                                     | Doble función                                     |
| 2018 | Kaali                     | Kaali (Bharath), el joven Periyasamy (Samy), el joven Maari y el joven John | Múltiples roles                                   |
| 2018 | Traffic Ramasamy          | Himself                                                                     | Cameo                                             |
| 2018 | Thimiru Pudichavan        | Inspector Murugavel                                                         |                                                   |
| 2019 | Kolaigaran                | Prabhakaran IPS                                                             |                                                   |
| 2021 | Kodiyil Oruvan            | Vijaya Raghavan                                                             |                                                   |
| 2022 | Thamezharasan             | Thamezharasan                                                               |                                                   |
| 2022 | Agni Siragugal            | Seenu                                                                       | En rodaje                                         |
| 2022 | Khaki                     | —                                                                           | En rodaje                                         |
| 2022 | Pichaikkaran 2            | —                                                                           | En rodaje                                         |
| 2022 | Kolai                     | —                                                                           | Posproducción                                     |
| 2023 | Ratham                    | —                                                                           | En rodaje                                         |

### Como cantante
| Año  | Canción                                                        | Película                | Notas  |
| ---- | -------------------------------------------------------------- | ----------------------- | ------ |
| 2005 | "Saathikadi"                                                   | Sukran                  |        |
| 2006 | "Dailamo", "Bhoomikku"                                         | Dishyum                 |        |
| 2007 | "Machakani", "Kaakha Kaakha"                                   | Naan Avan Illai         |        |
| 2008 | "Naaka Mukka", "Thozhiya", "Kadavul Padaitha", "Unakkena Naan" | Kadhalil Vizhunthen     |        |
| 2009 | "Menaa Minukki", "Kannivedi"                                   | A Aa E Ee               |        |
| 2009 | "Mere Priya", "Allah"                                          | Ninaithale Inikkum      |        |
| 2009 | "Aathichudi"                                                   | TN07 Al4777             |        |
| 2010 | "Poove Poove", "Naan Unnai Paarkum"                            | Rasikkum Seemane        |        |
| 2010 | "Palayankottai"                                                | Aval Peyar Thamizharasi |        |
| 2010 | "Usumalarase"                                                  | Uthamaputhiran          |        |
| 2011 | "Edhedho"                                                      | Sattapadi Kutram        |        |
| 2011 | "O My Angel" "Kola Kuthu"                                      | Yuvan Yuvathi           |        |
| 2011 | "Ichu Ichu"                                                    | Vedi                    |        |
| 2011 | "Sonna Puriyathu"                                              | Velayudham              |        |
| 2012 | "Usumalarese" "Rajulla"                                        | Daruvu                  | Telugu |
| 2012 | "Ulaginil" "Thappellam"                                        | Naan                    |        |
| 2012 | "Poochandi"                                                    | Sattam Oru Iruttarai    |        |
| 2013 | "Thumbakka"                                                    | Madha Gaja Raja         |        |

### Como actor
- Naan
- Salim
- Thirudan
- Thamezharasan

### Letras
- "Minsarame" - Kanagavel Kaakha